# Lucio Lami
Lucio Lami (Varedo, 15 dicembre 1936 – Milano, 31 marzo 2013) è stato un giornalista, scrittore e paroliere italiano.

## Biografia
Nato in Brianza perché il padre vi era giunto come funzionario della Montecatini ma di famiglia toscana originaria di Santa Croce sull'Arno, nel 1959/60 presta il servizio militare a Merano come sottotenente nel Savoia cavalleria. E qui si appassiona alla storia del glorioso reparto ed ai cavalli portandolo in anni successivi a scrivere libri su questi argomenti. Negli anni sessanta si avvicina al giornalismo, cominciando a scrivere per La Notte, quotidiano pomeridiano diretto da Nino Nutrizio. Ha una rubrica, "Il ficcanaso al mercatino", in cui racconta, andando in giro per i rioni della città, le sue interviste alle massaie. Uno di questi articoli piace ad Oreste Del Buono, vicedirettore di Quattrosoldi, il periodico gemello di Quattroruote, entrambi editi da Gianni Mazzocchi. Viene così assunto.
Negli anni successivi lavora a Gente con Edilio Rusconi, diventa direttore di Bella, la rivista pubblicata da Rizzoli, quindi capo redattore di Epoca, il settimanale della Arnoldo Mondadori Editore. Nel 1974 è inviato speciale per il neonato Il Giornale, fondato da Indro Montanelli. E fa il mestiere che ha sempre voluto fare: viaggiare, seguire il giornalismo d'inchiesta, essere corrispondente di guerra. All'epoca i giornalisti non sono ancora (come lo saranno in seguito) embedded, cioè intruppati e portati a vedere ciò che interessa uno dei paesi belligeranti. Entra così da clandestino in Vietnam, è presente in Cambogia, nel Laos, nelle due guerre del Golfo e in Libano, attraversa a piedi l'Afghanistan occupata dai russi, è in Ciad, rivela che Fidel Castro aveva le basi militari in Cile durante la dittatura di Pinochet.
Dopo oltre vent'anni di collaborazione, nel 1996 abbandona la testata per diventare direttore de L'Indipendente, succedendo a Daniele Vimercati. L'anno successivo lascia la carica. Rispolvera e dirige una vecchia testata, L'Uomo Qualunque (vi collaborano tra gli altri Sergio Ricossa, Marco Vitale, Alberto Mazzuca), dirige Commentari dove scrivono anche Karl Popper e Jean-Francois Revel.
Ha vinto il Premio Max David nel 1980 e il Premio Hemingway nel 1986, riservati agli inviati speciali. Con il volume Il grido delle formiche, sul dissenso sovietico, ha vinto il Premio Estense nel 1981, il Premio Sacharov nel 1986 e il Premio Montale "fuori casa" nel 2009 con il libro di poesie Vulnera. Nel 1991, come Vice Presidente del PEN Club Italiano (Sezione nazionale dell'International PEN, Poets, Essayists, Novelists) ha fondato il Premio letterario "Lo scrittore votato da scrittori". Presidente nel 2002 (dopo i 9 anni di Mario Luzi e i 3 di Ferdinando Camon), lo rimarrà sino al 2007 diventando poi presidente onorario.
Appassionato di cavalli, ha fondato e diretto la rivista "Lo Sperone", la Casa Editrice Edizioni Equestri, pubblicato per Rizzoli l'enciclopedia "Cavalli e Cavalieri" in cinque volumi. Sulla rivista dei bibliofili L'Esopo" ha pubblicato l'importante saggio storico: "L'Arte equestre invenzione italiana del Rinascimento". È stato definito dal quotidiano francese Le Monde "uno dei massimi esperti di storia equestre".
È stato docente di Giornalismo all'Università Cattolica di Milano. È tradotto in Francia, Spagna, Grecia e America Latina.
Aveva una grande ammirazione per Vittorio G.Rossi che considerava il più grande scrittore di viaggi. Diceva: "Molti giovani crescono a pane e nutella. Io sono cresciuto a pane e Vittorio G.Rossi".
Muore alle 14.30 del giorno di Pasqua, il 31 marzo 2013, all'età di 76 anni.

### Pseudonimi
Come paroliere ha scritto alcune canzoni, usando spesso lo pseudonimo Etrusco (dalla sua origine toscana), tra cui Ti telefono tutte le sere per Caterina Caselli e ha tradotto i testi dell'album di canzoni religiose di Soeur Sourire.
Ha usato anche un altro pseudonimo: è lui quel Jacopo da Nonantola che ha scritto Montefumo (Cantagalli, Siena, 2012) in cui guarda con occhio da cronista una immaginaria comunità di sacerdoti dei nostri giorni per descrivere a cinquant'anni dal Concilio Vaticano II la vita quotidiana di una diocesi toscana.

## Opere
- Isbuscenskij, l'ultima carica  (1970 - Mursia) ISBN 9788842547419
- A cavallo come e dove  (1971 - Ed. Martello Milano)
- Quando l'Italia andava a cavallo  (1976 - Ed. Equestri)
- Il grido delle formiche  (1980 - Rusconi)
- Morire per Kabul  (1982 - Bompiani, 2001 - Terziaria)
- Dai confini dell'impero  (1984 - Sugarco)
- La signora di Verrua (1985 - Rizzoli, 1994 - Tea Longanesi)
- Giorni di guerra  (1987 - Arnoldo Mondadori Editore)
- Garibaldi e Anita corsari  (1991 - Mondadori, 2002 ea Longanesi)
- Cuba Libre era solo un cocktail  (1995 - Spirali)
- La donna dell'orso  (1996 - Camunia, 2003 - Scheiwiller)
- La scuola del plagio  (1997 - Armando)
- Giornalismo all'italiana  (1997 - Ares)
- Perché mezza Italia non vota più  (2000 - Spirali)
- Il paradiso violato  (2001 - Ares)
- Il Re di maggio  (2002 - Ares)
- Visti e raccontati  (2003 - Ares)
- Racconti senza dogana. Antologia a cura di Lucio Lami  (2003 - Gremese)
- La cacciata dei musulmani dall'Europa  (2008 - Mursia) ISBN 9788842539469
- Vulnera  (2008 - Il Filo)

## Fonti
- Università Cattolica biografia di Lami [collegamento interrotto], su www3.unicatt.it.
- Biografia del sito ufficiale, su luciolami.com.